# Helgonkalender

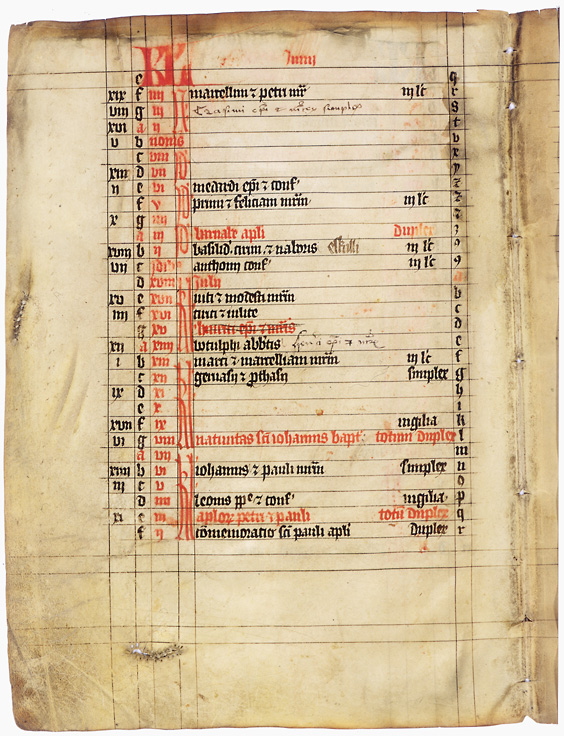
Ett medeltida manuskriptfragment från Finland, cirka år 1340-1360. Manuskriptet användes av det dominikanska konventet i Åbo.

Helgonkalendern är en traditionell kristen metod att organisera det liturgiska årets dagar genom att sammanknippa varje dag med ett eller flera helgon, och göra den dagen till helgonets festdag. Systemet hade sin födelse i den tidiga kristna traditionen att uppmärksamma martyrer på årsdagen av sin död, eller ur kristet perspektiv födelse in i himlen (dies natalis). Antalet helgon ökade och under tidigare delen av medeltiden var kalendern så fylld att nästan varje dag hade ett eller flera helgon associerade. I vissa traditioner gjordes kalendern delvis om så att en del helgon bytte dag eller plockades bort helt, med följden att vissa helgon har olika dagar i olika traditioner.
Helgon är vanligtvis uppdelade i två kategorier: martyrer och bekännare, där människor som dött i Guds tjänst räknas till martyrer och bekännare är människor som fått lida för sin tro men som dog en naturlig död. Inledningsvis hade inte bekännare tilldelade helgondagar, men vissa bekännare har fått det tilldelat senare, då ofta under ett annat namn som till exempel jungfru, pastor, biskop, munk, präst, abbot eller apostel.